# La Tiringucha
La Tiringucha är en ort i Mexiko.   Den ligger i kommunen Huetamo och delstaten Michoacán de Ocampo, i den södra delen av landet, 210 km väster om huvudstaden Mexico City. La Tiringucha ligger 528 meter över havet och antalet invånare är 115.
Terrängen runt La Tiringucha är huvudsakligen kuperad, men åt nordväst är den platt. Runt La Tiringucha är det ganska glesbefolkat, med 27 invånare per kvadratkilometer. Närmaste större samhälle är Huetamo de Núñez, 14,5 km söder om La Tiringucha. I omgivningarna runt La Tiringucha växer huvudsakligen savannskog.